# Maxwell (motorfiets)
Maxwell is een historisch Nederlands merk van fietsen, transportdriewielers en motorfietsen.
A. Druyf & Co., later Maxwell Rijwielfabriek A. Druyf & Co., Amsterdam. 
Dit Nederlandse merk maakte in de jaren dertig transportdriewielers met Gillet-blokken en ook werden er complete motorfietsen verkocht. Dit waren waarschijnlijk Gillet-producten die van andere transfers werden voorzien. Vanaf 1954 tot begin jaren zestig werden er bromfietsen met Oostenrijkse HMW-blokjes gemaakt.
De rijwielfabriek was gevestigd op de Oudezijds Voorburgwal 131.